# Болдуин, Майкл (художник)
Майкл Болдуин (англ. Michael Baldwin, род. 1945 году, Чиппинг-Нортон, Йоркшир, Великобритания) — британский художник-концептуалист и один из основателей художественной группы «Искусство и язык».
В настоящее время он живёт в Мидлтон-Чини, недалеко от Банбери, в Англии.

## Биография
Майкл Болдуин учился в школе искусств и дизайна в Ковентри с 1964 по 1967 год, а затем в том же городе преподавал в Политехническом институте имени Ф. Ланчестера с 1969 по 1971 год и в школе искусств в Лимингтоне с 1969 года.
В 1966 году Болдуин познакомился с художником Терри Аткинсоном, который преподавал в школе искусств и дизайна в Конверти. В 1968 году они основали авангардную группу «Искусство и язык».
Будучи членом группы «Искусство и язык», Майкл Болдуин участвовал в 1972 году в выставке «documenta 5» в Касселе с проектом Index 0001 в секции Идея + Идея/ Свет вместе с другими художниками группы «Искусство и язык» Терри Аткинсоном, Дэвидом Бейнбриджем, Яном Берном, Чарльзом Харрисоном, Гарольдом Харрелом, Мел Рамсденом и Джозефом Кошутом. С группой «Искусство и язык» он также участвовал в «documenta 6» (1977), в «documenta 7» в 1982 году и в «documenta X» в 1997 году.
С 1977 года Болдуин и Рамсден продолжают заниматься своим проектом «Искусство и язык». Многие тексты были написаны совместно с Чарльзом Харрисоном и Мел Рамсденом, который издавал «Язык искусства» с 1971 года.